# Rue Pierre-Chéreau
La rue Pierre-Chéreau est une voie de Nantes, en France.

## Situation et accès
Située dans le centre-ville de Nantes, la rue Pierre-Chéreau, qui relie la rue Paré à la rue de Budapest, est une artère bitumée et piétonne (sauf sur son extrémité ouest). L'extrémité est de la voie débouche sur une placette pavée à la jonction des rues Paré, Guépin et des Deux-Ponts.

## Origine du nom
Elle rend hommage à Pierre Chéreau (1874-1948), metteur en scène lyrique nantais, qui occupa successivement la fonction de régisseur au théâtre Graslin et à l'Opéra de Nice, avant de prendre la direction et la régie de l'Opéra de Paris pendant 26 ans.

## Historique
Avant la Seconde Guerre mondiale, le terrain qui forme l'actuelle artère constituait la bordure sud de la place de Bretagne. Mais durant le conflit, le quartier fut sévèrement touché par les bombardements des 16 et 23 septembre 1943. Lors de la reconstruction de la place menée par l'architecte Michel Roux-Spitz, il est décidé de restructurer cet espace. La voie est alors constituée par la construction de l'immeuble abritant la Trésorerie générale, dû à l'architecte André Chatelin,,. Ce bâtiment sera démoli à la fin des années 1990, pour laisser la place à un nouvel immeuble dont le rez-de-chaussée est occupé par une grande enseigne d'articles de sport, Go Sport, tandis que des appartements occupent les étages supérieurs.
Sa dénomination actuelle a été décidée lors d'une délibération du conseil municipal du 26 juin 1961.